# マイケル・ラム
マイケル・ラム（Michael Lamb）博士は、ケンブリッジ大学心理学科の社会発達心理学の教授である。ラム博士は、子どもの発達に父親が重要な役割を果たしていることを明らかにした。子どもの発達や適応について、これまでに約500の論文を書いている。2003年には心理科学学会のジェーム・マッキーン・キャッテル賞を受賞した。

## 略歴
- 1953年ザンビア生まれ、アメリカ人
- エール大学より博士号を取得  1976年
- ウィスコンシン大学  1976-78年
- ミシガン大学  1978-80年
- ユタ大学、教授  1980-87年
- 国立小児健康発達研究所、社会発達部門の責任者  1987-2004年
- ケンブリッジ大学、教授  2004年-

## 研究
ラム教授の主な研究テーマは、子どもの家族関係、子どもの精神発達、子どものための社会政策である。特に、離婚、親権、虐待が子どもに及ぼす影響について調べている。また、子どもの家族関係の研究では、子どもの発達における父親の役割に焦点を当てて研究している。
ラム教授は、子どもの発達には、父親が重要な役割を果たしていることを明らかにした。それまでは、父親の役割は、稼ぎ手、性役割モデル、扶養者、モラル監督者であると考えられていたが、ラム教授は、母子家庭と父子家庭の比較研究や、子と父の愛着の研究や、親の気質と子の気質の相関関係の研究などから、父親の役割は次のようであることを示した。
- 子どものケアをする人
- 子どもの仲間
- 経済の提供者
- 子どもの教育をする人
- 子どもを愛する人
- モデル（お手本）
- 母親の支持者
- 子どもを危険から守る人

ラム教授は、子どもの精神的な適応に、どのような個人的特質が影響を及ぼしているかについて、多くの実証的研究を概観して次のように述べた。「多くの研究が示しているのは、子どもの精神的適応は、育児の質、親子関係の質、両親の人間関係の質、その家族の裕福さ、その家族が利用可能な社会資源などにより、大きく左右されるということである。また、最近の研究は、先天的な要因も重要であることを示している。しかし、家族の構造（離婚しているかどうか、片親かどうか、親の性的指向はどうか、親子の血縁の濃さはどうかなど）は、子どもの精神的な適応には、ほとんど、ないし、全く関係が無い。なぜなら、子どもの精神的な適応は、家族の構造とは無関係に、上記の要因だけで決まるからである」。
ラム教授は、離婚が子どもの発達にマイナスの影響を及ぼす要因として、次の5つを挙げている。（1）非同居親と子どもとの親子関係が薄れること、（2）子どもの経済状況が悪化すること、（3）母親の労働時間が増えること、（4）両親の間で争いが続くこと、（5）単独の養育にストレスがかかること。またラム教授は、「別居親が子どもと単に遊ぶだけでは子どもの予後は改善されず、子どもに関与する中で父親としての役割を果たさなければならない」と述べた。
「子どもが、父親と面会交流で娯楽をするだけでは不充分である。子どもが社会性を身につけ、精神発達を遂げるには、子どもの宿題、部屋の掃除、礼儀正しい振る舞い、決まった時間に就寝すること、学校の準備をすることなどについての議論から、父親を除外しないことが必要である」と述べた。
「水曜の夜の食事と隔週に2泊3日の面会交流では、親子が1週間も会わないことによる弊害が生じ、親と子の関係が疎遠なものになる。学校の有る日も無い日も、子どもの昼の活動も夜の活動も、全ての年齢の子どもにとって、重要な意味がある。2人の大人が、子どもの「親」であり続けて子どもと暖かい関係を維持するためには、子どものいろいろな場面で、恒常的に頻回に子どもと接することが必要である。Braverは、学校のない時間のうち、少なくとも3分の1を、非同居親と過ごすことが必要であると述べている」。

## 著作
- 「子どもの発達における父親の役割」The Role of the Father in Child Development. New York: Wiley (2010). ISBN 0-470-40549-X
- 「子どもの利益を第一にすること」 Michael Lamb
- 「父親は何のためにあるか」 Michael Lamb　SPIG
- Hay　Festival 質疑応答　Michael Lamb
- 親と子の愛着